# مدیحه یسری
مدیحه یسری (عربی: مديحة يسري؛ ۳ دسامبر ۱۹۲۱ – ۳۰ مهٔ ۲۰۱۸) هنرپیشه اهل مصر بود.
او بیشتر به عنوان بازیگر فیلم‌های رمانتیک مصری شناخته می‌شود.